# Verhoogde drievoudig verkleinde icosaëder
Een verhoogde drievoudig verkleinde icosaëder is in de meetkunde het johnsonlichaam J64. Deze ruimtelijke figuur kan worden geconstrueerd door een regelmatig viervlak op een van de driehoekige zijvlakken van een drievoudig verkleinde icosaëder J63, een ander johnsonlichaam, te plaatsen.
- (en)  MathWorld. Augmented Tridiminished Icosahedron